# Gun Law (film, 1933)
Pour l’article homonyme, voir Gun Law.
Gun Law est un film américain réalisé par Lewis D. Collins et sorti en 1933.

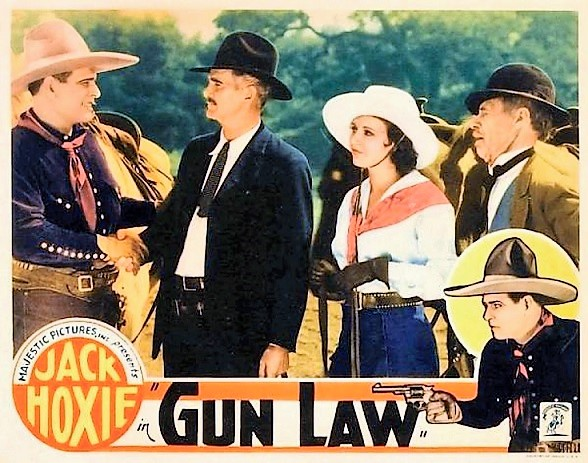
Carte promotionnelle du film avec Jack Hoxie et Betty Boyd.

Il a fait l'objet de plusieurs remakes, dont notamment en 1937 Melody of the Plains.

## Synopsis
Le fameux hors-la-loi Sonora Kid fait régner la terreur en Arizona.

## Fiche technique
- Réalisation : Lewis D. Collins
- Scénario : Oliver Drake
- Producteurs : Henry L. Goldstone, Larry Darmour
- Photographie : William Nobles
- Montage : S. Roy Luby
- Production : Larry Darmour Productions
- Genre : Western
- Distributeur : Majestic Pictures
- Durée : 59 minutes
- Date de sortie : 1er avril 1933

## Distribution
- Jack Hoxie : The Sonora Kid
- Betty Boyd : Nita Hammond
- Mary Carr : Mother Andrews
- Paul Fix : Tony Andrews
- Harry Todd : Blackjack
- J. Frank Glendon : Nevada Smith
- Otto Lederer : le coiffeur
- William P. Burt : Jake Lawson
- Bob Burns : Marshal Jim Hawkins
- Edmund Cobb : Tex